# 비포 앤 애프터 성형외과
《비포 & 애프터 성형외과》는 2008년 1월 6일부터 2008년 3월 30일까지 방송되었던 드라마다.

## 등장 인물

### 주요 인물
- 소이현 : 홍기남(24세) 역 - 신입 간호사
- 이진욱 : 하건수(34세) 역 - 원장, 미용성형 전문 성형의
- 김상민 : 최용우(나이 미상) 역 - 안면성형 전문의
- 정애연 : 윤서진(28세) 역 - 홍보실장

### 주변 인물
- 홍지민 : 양정순(35세) 역 - 간호사
- 최용민 : 마수봉(61세) 역 - 마취의
- 안석환 : 이억만(50세) 역 - 사채업자
- 최원준 : 김향준(25세) 역 - 제약회사 영업사원
- 정지안 : 김미경(19세) 역 - 여고생
- 옥지영 : 가희 역 - 하건수 전 여자친구
- 방은희 : 상순 역 - 이억만의 아내
- 박진우 : 김동준 역 - 가수
- 위양호 : 사채업자

### 특별출연
- 김정화 : TV 리포터 역
- 이민우 : 강민구 역

## 결방
- 2008년 2월 10일 : 설 특선영화 조폭 마누라 3 편성[1]으로 결방